# Fuerza Aérea de la República de Singapur
La Fuerza Aérea de la República de Singapur (en inglés: Republic of Singapore Air Force, abreviada como RSAF; en malayo: Angkatan Udara Republik Singapura; en chino: 新加坡空军部队; en tamil: சிங்கப்பூர் ஆகாயப்படை) es la rama aérea de las Fuerzas Armadas de Singapur. Fue establecida por primera vez en 1968 como Mando de Defensa Aérea de Singapur. El 1 de abril de 1973 fue renombrada como Fuerza Aérea de la República de Singapur.
La columna vertebral de la RSAF son sus 50 F-15S/SG Strike Eagle y 62 F-16C Block 52. Además cuenta con 30 F-5S Tiger II y algunos A-4 Skyhawks almacenados. Singapur también cuenta con capacidad AWACS gracias a cinco aviones Gulfstream G550 AEW.

## Historia

### Inicios
Después de la proclamación del fin de las actividades militares de Gran Bretaña en Singapur en 1971, se estableció el Mando de la Defensa Aérea de Singapur (Singapore Air Defence Command - SADC). Su primera acción fue la fundación de la Escuela de Entrenamiento de Pilotos Nacionales, en el conjunto de la anterior base de la Real Fuerza Aérea que existía en Singapur; y que era denominada posteriormente Singapore Flying Club. En los cuarteles construidos posteriormente en el Aeropuerto Seletar se entrenaron los primeros cadetes en aviación básica y tecnologías aéreas básicas. El entrenamiento se hizo primeramente para el alto mando en los primeros aviones militares de los que se disponía en el comando aéreo local, como los aviones Hawker Hunter, y el curso fue impartido por técnicos contratados desde la compañía aérea local Airwork Services Limited.
En mayo de 1969 arribarón ocho aviones de entrenamiento Cessna 172K, los primeros de este mando. Ese mismo año se incorporaron los primeros helicópteros, cuatro Aloutte III. Para defensa aérea se compraron misiles Bloodhound Mark II y cañones Oerlikon de 35mm.

### Desarrollo
Entre 1970 y 1973 Singapur adquirió 46 Hawker Hunter: 12 FGA.74, 26 FR.74A/B y 8 T.75/A, todos ellos comprados de segunda mano y modernizados. 
En 1973 Singapur compró 50 aviones A-4B y TA-4B retirados y almacenados en Davis-Monthan, Arizona. Fueron modernizados a las versiones A-4S y TA-4S, incorporando más de 100 cambios respecto al estándar A-4B. En 1980 se compraron 70 A-4B y A-4C adicionales. Los primeros para repuestos y los segundos fueron convertidos en A-4S-1. Años después con aviónica nueva y motores F404-GE-100D se los A-4S se convirtieron en A-4SU.
Singapur quería comprar cazas modernos para tomar la responsabilidad de la defensa aérea y compró aviones F-5E/F en 1976. La entrega del primer lote de 18 F-5E y tres F-5F fue completada en 1979. A finales de 1979 se hizo un pedido de seis F-5E y en 1982 otro de tres F-5F. Otro pedido de seis F-5E en 1985 y en 1983 un último lote de tres F-5Fs y cinco F-5E, que fueron entregados en 1987 y 1989, respectivamente. Adicionalmente se compraron a la Real Fuerza Aérea Jordana siete F-5E en 1994. Los F-5 reemplazaron progresivamente a los Hunter y en 1982 participaron en EE. UU. en los ejercicios Red Flag, la primera vez para la RSAF.
Entre 1990 y 1991 Singapur convirtió 8 F-5E en RF-5E Tigereye para reemplazar sus FR.74S Hawker Hunter. En junio de 1993 todos los F-5 quedaron basados en Paya Lebar.
Los ocho F-16A/B bloque 15 de Singapur supusieron el debut del F-16 en la RSAF y entraron en servicio en 1998. Aunque estuvieron basados en EE. UU. hasta 1990 para entrenarse. Sustituían a los últimos Hunter y allanaban el camino para reemplazar a los F-5.
La aviación de transporte también recibió impulso, con la compra de 6 aviones Shorts Skyvan en 1972 y de C-130B Hercules de segunda mano en 1977. Ese mismo año 1977 se compraron helicópteros para apoyar al ejército, 3 Bell 212 y 17 UH-1H. Fueron reforzados con sucesivas compras de 6 Agusta-Bell AB-205 y de varios UH-1B modernizados. Desde 1985 le siguió la compra de helicópteros 22 AS-332 Super Puma para complementar a los helicópteros en servicio, y con los años sustituirlos. La defensa aérea se reforzó con la compra de misiles Bofors RBS-70. Para reforzar su fuerza aérea en 1986 se decidió convertir alguno de los C-130B en aviones cisternas KC-130B y posteriormente se optó reemplazar primero los C-130B con C-130H y años después los KC-130B con KC-130H.

### Actualidad
En 1994 se realizó la modernización de los F-5E y F-5F. Además tras la compra de los primeros F-16 y dentro del programa Peace Carvin se compraron 60 aviones F-16C/D bloque 52. Se constituyó en 1988 un destacamento en EE. UU. para entrenamiento de pilotos de F-16. La fuerza de cazas F-16 y de F-5S/T(R) fue reforzada con cuatro KC-135R para el reaprovisionamiento en vuelo. Los siete F-16A/B supervivientes fueron transferidos a Tailandia en 2005. En 1990 se participó por primera vez en los ejercicios Pitch Black en Australia.
La alerta temprana anticipada aerotransportada (AEW&C) fue introducida en 1987 con la compra de cuatro E-2C Hawkeyes y la vigilancia maritims se realiza por los cinco Fokker 50 en la configuración de Maritime Patrol. Ademáe en 1988 se incorporaron los primeros drones de vigilancia aérea, comprados en Israel y reemplazados en 1998 por drones Searcher.
Singapur cuenta desde 1999 con ocho helicópteros de ataque Apache AH-64D Longbow. Un pedido adicional de doce Apaches fue realizado en 2001. A los seis CH-47D Chinook entregados a partir de 1996 se une un segundo lote de seis en 1997 y aumentado más adelante con cuatro adicionales. 
Singapur opera 40 F-15SG, uno de los F-15E más avanzados actualmente en servicio, estando equipado con el radar Raytheon AN /APG-63(v)3 de escaneo electrónico y el conector de Lockheed Martin Sniper. Estos F-15 reemplazan a los aviones de ataque A-4SU Super Skyhawk.
Singapur también actualiza sus Lockheed Martin F-16C/D Block 52 que están siendo dotados con radares AESA y nuevas computadoras. Además es un socio en el Lockheed Martin F-35 Joint Strike Fighter Programa, aunque no se ha comprometido todavía a realizar pedidos. 
Singapur se convirtió en 2014 en el sexto cliente del A330 MRTT tras firmar la compra de seis ejemplares para sustituir a sus Boeing KC-135R.
En 2007 se decidió modernizar la defensa aérea con radares Ericsson Giraffe, misiles antiaéreos I-HAWK y sistemas IGLA. Los aviones de entrenamiento también se han renovado, 12 Alenia Aermacchi M-346 sustituyeron en 2010 a los A-4SU Super Skyhawk destacados en Francia. En 2011 se incorporaron los primeros helicópteros navales, Sikorsky S-70B Seahawk basados en las fragatas de la Armada.

## Despliegue
La Fuerza Aérea opera desde 8 bases con 23 escuadrones y 4 grupos de artillería antiaérea.

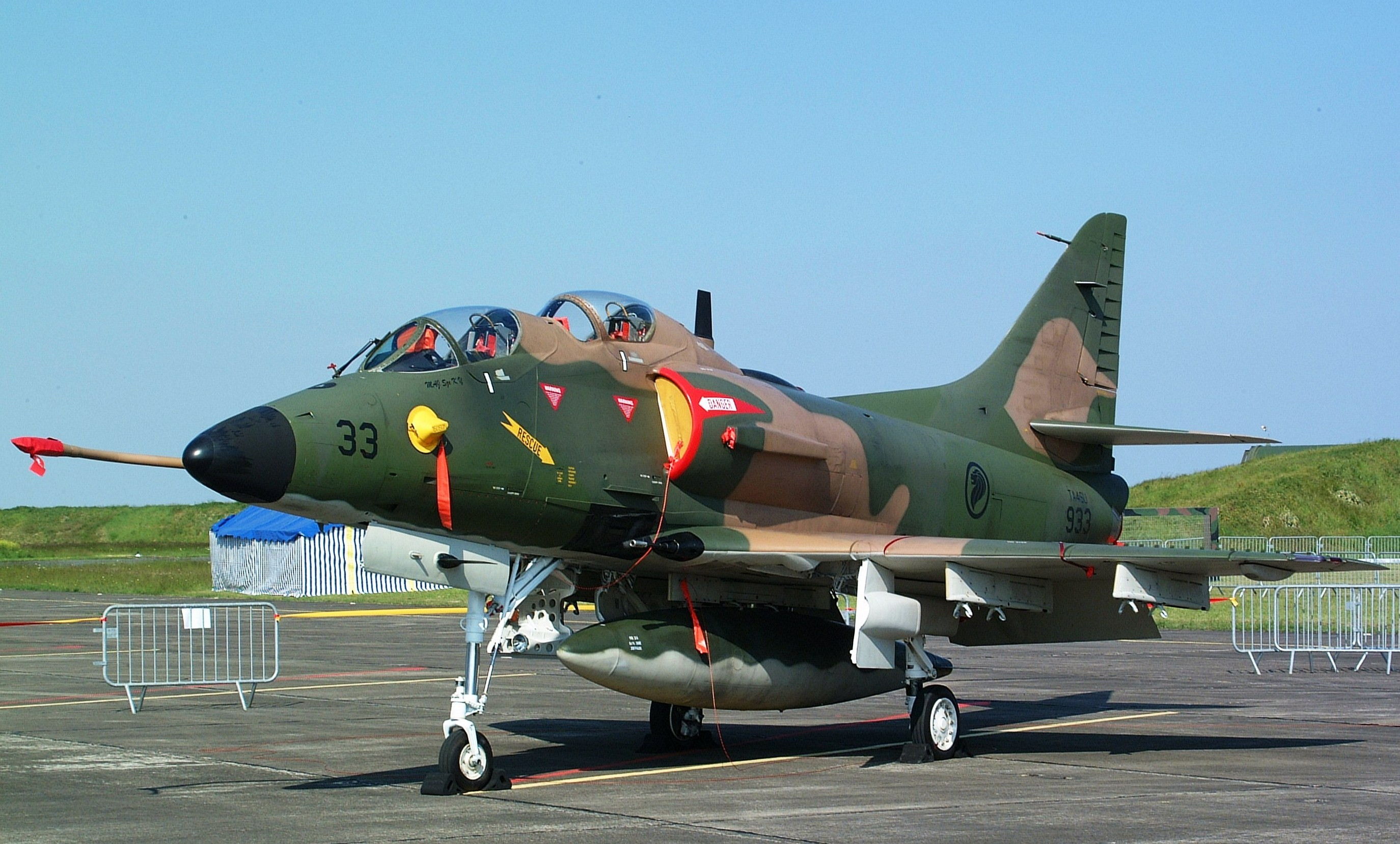
TA-4SU Super Skyhawk basado en Cazaux.

- Base Aérea Changi: escuadrones de abastecimiento en vuelo 112, de transporte y patrulla marítima 121 y de ataque 145
- Base Aérea Paya Lebar: escuadrón de transporte táctico y abastecimiento en vuelo 122, y de combate 144 y 149.
- Base Aérea Sembawang: escuadrones de helicópteros 120, 123, 124, 125, 126 y 127.
- Base Aérea Tengah: escuadrón de guerra electrónica 111, de vigilancia UAV 116, de combate 140 y 143 y es sede del equipo acrobático.
- Base Aérea Chong Pang: sede de los grupos de artillería antiaérea 3, 6, 9, 18 y 160.
- Base Aérea Lim Chu Kang: sede de los grupos de artillería antiaérea misilísticos 163 y 165.
- Campo Aéreo Danau: sede de los sistemas de control y vigilancia aérea
- Campo Aéreo Murai: sede de los grupos de vigilancia aérea UAV

La Fuerza Aérea siempre está buscando oportunidades para expandir sus opciones de formación por el espacio aéreo tan limitado en Singapur. Hay varios destacamentos en otros países:
- BA 120 Cazaux Airbase (France)[12]
  - 150 Sqn, 12 x Alenia Aermacchi M-346[13]
- Redmond Taylor AHP – Grand Prairie AASF (Grand Prairie, Texas)
  - 149th AVN, 6 × CH-47SD (Peace Prairie CH-47)[14]
- Luke Air Force Base (United States)
  - 425 FTS, 8 × F-16C, 6 × F-16D (Peace Carvin II F-16 Training)[15]
- Mountain Home Air Force Base (United States)
  - 428 FTS, 10 × F-15SG, (Peace Carvin V)[16]
- Oakey Army Aviation Centre (Australia)
  - 126 Sqn, 12 × AS532UL Cougar (Entrenamiento/apoyo a maniobras del Ejército)[17]
- RAAF Base Pearce (Australia)
  - 130 Sqn, 19 × PC-21 (Entrenamiento básico de pilotos)[18]
- Silverbell Army Heliport (United States)
  - E/1-285th AVN, 8 × AH-64D (Peace Vanguard)[19]

La Fuerza Aérea está explorando la posibilidad de entrenar en Guam, al igual que hace en India.